# 1825 na arte

## Nascimentos
| Data           | Nome                      | Profissão                                   | Nacionalidade | Observações | Ref   |
| -------------- | ------------------------- | ------------------------------------------- | ------------- | ----------- | ----- |
| 7 de fevereiro | Francisco Augusto Metrass | pintor do romantismo                        | Portugal      | m. 1861     |       |
| 9 de dezembro  | Francisco José Resende    | pintor, escultor e professor de belas-artes | Portugal      | m. 1893     | [ 1 ] |

## Mortes
| Data           | Nome                   | Profissão                                | Nacionalidade | Observações | Ref   |
| -------------- | ---------------------- | ---------------------------------------- | ------------- | ----------- | ----- |
| 16 de abril    | Johann Heinrich Füssli | pintor                                   | Suíça         | n. 1741     |       |
| 27 de abril    | Vivant Denon           | pintor, arqueólogo, escritor e diplomata | França        | n. 1747     | [ 2 ] |
| 29 de dezembro | Jacques-Louis David    | pintor do neoclassicismo                 | França        | n. 1748     |       |